# Andriejewka (rejon adamowski)
Andriejewka (ros. Андреевка) – wieś (sieło) w Rosji, w obwodzie orenburskim, w rejonie adamowskim. W 2010 liczyła 258 mieszkańców.